# Uta squamata
Uta squamata là một loài thằn lằn trong họ Phrynosomatidae. Loài này được Dickerson mô tả khoa học đầu tiên năm 1919.